# Vellechevreux-et-Courbenans
Vellechevreux-et-Courbenans korábbi község (település) Franciaországban, Haute-Saône megyében. 2025. január 1-jén Courchaton és Georfans községgel egyesült és Belles-Fontaines új község része lett.
Lakosainak száma 118 fő (2022. január 1.). Vellechevreux-et-Courbenans Senargent-Mignafans, Gémonval, Marvelise, Courchaton, Georfans, Saint-Ferjeux és Secenans községekkel határos.

## Népesség
A település népessége az elmúlt években az alábbi módon változott:
| Lakosok száma | 140  | 133  | 130  | 128  | 124  | 120  | 117  | 117  | 118  |
|               | 2013 | 2015 | 2016 | 2017 | 2018 | 2019 | 2020 | 2021 | 2022 |